# Trautenfurt
Trautenfurt (fränkisch: Draudnfuat) ist ein Gemeindeteil der Stadt Spalt im Landkreis Roth (Mittelfranken, Bayern). Trautenfurt liegt in der Gemarkung Fünfbronn.

## Geografie
Die Einöde liegt an der Fränkischen Rezat und ist im Norden wie auch im Süden von bewaldeten Anhöhen umgeben. Die Staatsstraße 2223 führt der Rezat entlang nach Spalt (2,3 km südöstlich) bzw. nach Nagelhof (0,8 km nordwestlich).

## Geschichte
Erstmals urkundlich erwähnt wurde der Ort um 1300 als „molendi[um] inferi[us]“ (= untere Mühle) in Abgrenzung zur rezataufwärts gelegenen Mühle Hohenrad. 1407 wurde sie „Trettenfurt“ genannt, 1719 erstmals „Trautsfurth“. Der Ortsname bezeichnete eine „Furt, durch die man treten kann“, d. h. leicht passierbar ist. Der Ort lag im Fraischbezirk des eichstättischen Pflegamtes Wernfels-Spalt. Grundherr der Mühle war das Kastenamt Spalt.
Im Rahmen des Gemeindeedikts wurde Trautenfurt dem 1808 gebildeten Steuerdistrikt Fünfbronn und der 1811 gegründeten Ruralgemeinde Fünfbronn zugeordnet. Im Rahmen der Gebietsreform in Bayern wurde die Gemeinde am 1. Juli 1972 nach Spalt eingegliedert.

## Einwohnerentwicklung
| Jahr      | 001818 | 001840 | 001861 | 001871 | 001885 | 001900 | 001925 | 001950 | 001961 | 001970 | 001987 | 002018 |
| Einwohner | 13     | 8      | 18     | 12     | 9      | 9      | 7      | 8      | 3      | 4      | 3      | 2      |
| Häuser    | 3      | 1      |        |        | 2      | 2      | 1      | 1      | 2      |        | 2      |        |
| Quelle    | [ 12 ] | [ 13 ] | [ 14 ] | [ 15 ] | [ 16 ] | [ 17 ] | [ 18 ] | [ 19 ] | [ 20 ] | [ 21 ] | [ 22 ] | [ 1 ]  |

## Religion
Der Ort ist römisch-katholisch geprägt und bis heute nach St. Emmeram (Spalt) gepfarrt. Die Einwohner evangelisch-lutherischer Konfession sind nach St. Michael (Fünfbronn) gepfarrt.